# Senat von Delaware

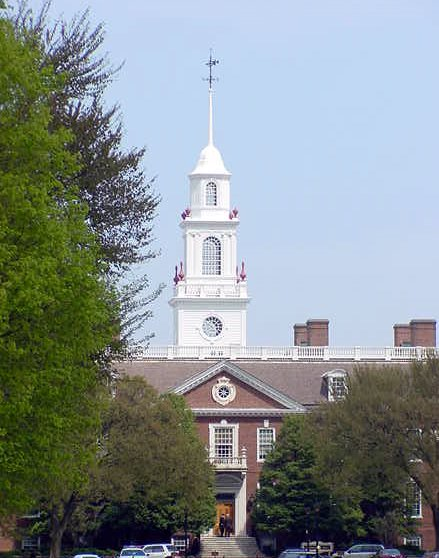
Das Delaware State Capitol

Der Senat von Delaware (Delaware State Senate) ist das Oberhaus der Delaware General Assembly, der Legislative des US-Bundesstaates Delaware.
Die Parlamentskammer setzt sich aus 21 Senatoren zusammen, die jeweils einen Wahldistrikt repräsentieren. Die Senatoren werden jeweils für vierjährige Amtszeiten gewählt, wobei jedes zweite Jahr jeweils eine Hälfte der Kammer gewählt wird. Da die Kammer eine ungerade Anzahl an Abgeordnete hat, werden einmal zehn und dann elf Abgeordnete gewählt. Eine Beschränkung der Amtszeiten existiert nicht.
Der Sitzungssaal des Senats befindet sich gemeinsam mit dem Repräsentantenhaus im Delaware State Capitol in der Hauptstadt Dover.

## Aufgaben des Senats
Wie in den Oberhäusern anderer Bundesstaaten und Territorien sowie im US-Senat fallen dem Senat von Delaware im Vergleich zum Repräsentantenhaus spezielle Aufgaben zu, die über die Gesetzgebung hinausgehen. So obliegt es dem Senat, Nominierungen des Gouverneurs in dessen Kabinett, weitere Ämter der Exekutive sowie Kommissionen und Behörden zu bestätigen oder zurückzuweisen.

## Struktur der Kammer
Präsident des Senats ist der jeweils amtierende Vizegouverneur. An Abstimmungen nimmt er nur teil, um bei Pattsituationen eine Entscheidung herbeizuführen. In Abwesenheit des Vizegouverneurs steht der jeweilige Präsident pro tempore den Plenarsitzungen vor. Dieser wird von der Mehrheitsfraktion des Senats gewählt und später durch die Kammer bestätigt. Derzeitiger Vizegouverneur und Senatspräsident ist der Demokrat Matthew P. Denn, Präsident pro tempore der Demokrat Anthony J. DeLuca aus dem 11. Wahlbezirk (New Castle County).
Zur Mehrheitsführerin (Majority leader) der Demokraten wurde Patricia Blevins, 7. Wahlbezirk (Elsmere), gewählt; Oppositionsführer (Minority leader) ist der Republikaner F. Gary Simpson, 18. Wahlbezirk (Milford).

## Zulassungsbedingungen zu Kammer
Jedes Mitglied des Senats muss Staatsbürger der Vereinigten Staaten sein und mindestens schon drei Jahren in Delaware gelebt haben. Ferner muss man vor seiner Wahl mindestens ein Jahr in dem Wahlbezirk wohnhaft gewesen sein und mindestens 27 Jahre bei seiner Wahl sein.

## Zusammensetzung der Kammer
- Demokraten: 14
- Republikaner: 7

| Partei      | Partei                 | Abgeordnete |
| ----------- | ---------------------- | ----------- |
|             | Demokratische Partei   | 14          |
|             | Republikanische Partei | 7           |
| Summe       | Summe                  | 21          |
| Mehrheit ab | Mehrheit ab            | 11          |